# Vălnari, Șumen
Vălnari (în bulgară Вълнари) este un sat în comuna Nikola Kozlevo, regiunea Șumen,  Bulgaria. 

## Demografie
Componența etnică a satului Vălnari
     Turci (72,3%)
     Nicio identificare (20,4%)
     Bulgari (2,45%)
     Romi (4,84%)
La recensământul din 2011, populația satului Vălnari era de 1.549 locuitori. Din punct de vedere etnic, majoritatea locuitorilor (72,3%) erau turci, existând și minorități de romi (4,84%) și bulgari (2,45%). Pentru 20,4% din locuitori nu este cunoscută apartenența etnică.